# Eriogonum mitophyllum
Eriogonum mitophyllum là một loài thực vật có hoa trong họ Rau răm. Loài này được Reveal mô tả khoa học đầu tiên năm 2004.